# 15 kopiejek – 1 złoty (1832–1841)
15 kopiejek – 1 złoty (1832–1841) – dwunominałowa moneta o wartości piętnastu kopiejek i jednocześnie jednego złotego, przygotowana dla Królestwa Kongresowego okresu po powstaniu listopadowym, wprowadzona do obiegu na terenie Królestwa ukazem carskim z 15 października 1832 r., a na terenie całego Imperium Rosyjskiego ukazem z dnia 1 maja 1834 r. Moneta była bita, początkowo w mennicy w Petersburgu, od 1834 r. również w Warszawie, w srebrze, w latach 1832–1841, według rosyjskiego systemu wagowego – zołotnikowego, opartego na funcie rosyjskim.

## Awers
Na tej stronie umieszczono orła cesarstwa rosyjskiego – dwugłowy orzeł z trzema koronami, w prawej łapie trzyma miecz i berło, w lewej jabłko królewskie, na piersi tarcza herbowa ze Św. Jerzym na koniu powalającym smoka, wokół tarczy łańcuch z krzyżem Św. Andrzeja, na skrzydłach orła sześć tarcz z herbami – z lewej strony Kazania, Astrachania, Syberii, z prawej strony Królestwa Polskiego, Krymu i Wielkiego Księstwa Finlandii. Na dole, po obu stronach ogona orła, znajduje się znak kierownika mennicy w Petersburgu Mikołaja Graczowa – litery Н Г (pol. N G), a w przypadku monet bitych w Warszawie znak mennicy – litery M W.

## Rewers
Na tej stronie umieszczono nominał 15, pod nim „КОПѢЕКЪ”, poniżej nominał 1, pod nim „ZŁOTY.”, poniżej rok bicia 1832, 1833, 1834, 1835, 1836, 1837, 1838, 1839, 1840 lub 1841, po roku kropka, a dookoła otokowo napis:

ЧИСТАВО СЕРЕБРА 60¾ ДОЛИ.

## Opis
Monetę bito w srebrze próby 868, na krążku o średnicy 19 mm, masie 3,1 grama, z rantem skośnie ząbkowanym. Według sprawozdań mennic w latach 1832–1841 w obieg wypuszczono 23 995 365 monet, z czego 6 393 548 sztuk z mennicy w Petersburgu oraz 17 601 817 sztuk z mennicy w Warszawie.
Stopień rzadkości poszczególnych roczników i typów monet przedstawiono w tabeli:
| Rocznik                    | Znak mennicy | Stopień rzadkości | Szacowana liczba egzemplarzy | Uwagi                                      | Zdjęcie |
| -------------------------- | ------------ | ----------------- | ---------------------------- | ------------------------------------------ | ------- |
| 15 kopiejek – 1 złoty 1832 | Н Г          | R                 | 80 001–400 000               |                                            |         |
| 15 kopiejek – 1 złoty 1833 | Н Г          | R                 | 80 001–400 000               |                                            |         |
| 15 kopiejek – 1 złoty 1834 | Н Г          | R3                | 601–3000                     |                                            |         |
| 15 kopiejek – 1 złoty 1834 | M W          | R4                | 121–600                      |                                            |         |
| 15 kopiejek – 1 złoty 1835 | Н Г          | R1                | 15 001–80 000                |                                            |         |
| 15 kopiejek – 1 złoty 1835 | M W          | R                 | 80 001–400 000               |                                            |         |
| 15 kopiejek – 1 złoty 1836 | Н Г          | R                 | 80 001–400 000               |                                            |         |
| 15 kopiejek – 1 złoty 1836 | M W          | R                 | 80 001–400 000               |                                            |         |
| 15 kopiejek – 1 złoty 1837 | Н Г          | R4                | 121–600                      |                                            |         |
| 15 kopiejek – 1 złoty 1837 | M W          | R1                | 15 001–80 000                |                                            |         |
| 15 kopiejek – 1 złoty 1838 | Н Г          | R                 | 80 001–400 000               |                                            |         |
| 15 kopiejek – 1 złoty 1838 | M W          | R                 | 80 001–400 000               |                                            |         |
| 15 kopiejek – 1 złoty 1839 | Н Г          | R                 | 80 001–400 000               |                                            |         |
| 15 kopiejek – 1 złoty 1839 | M W          | R                 | 80 001–400 000               |                                            |         |
| 15 kopiejek – 1 złoty 1840 | Н Г          | R                 | 80 001–400 000               |                                            |         |
| 15 kopiejek – 1 złoty 1840 | M W          | R1                | 15 001–80 000                |                                            |         |
| 15 kopiejek – 1 złoty 1841 | Н Г          | R7                | 4–6                          | w niektórych katalogach jako moneta próbna |         |
| 15 kopiejek – 1 złoty 1841 | M W          | R3                | 601–3000                     |                                            |         |

Ponieważ daty na monecie mieszczą się w latach panowania Mikołaja I, więc w numizmatyce rosyjskiej zaliczana jest do kategorii monet tego cara.
Liczba znanych odmian łącznie z wszystkich lat bicia wynosi:
- z mennicy w Petersburgu – 22[25] (z uwzględnieniem wariantów – 29[26])
- z mennicy w Warszawie – 24[27] (z uwzględnieniem wariantów – 48[28])